# Fuera de juego (película de 1991)
Fuera de juego es una comedia melodramática estrenada el 13 de septiembre de 1991, coescrita y dirigida por Fernando Fernán Gómez y protagonizada por José Luis López Vázquez, Fernando Fernán Gómez, María Asquerino, Manuel Alexandre y Luis Escobar (fallecido una semana antes de finalizar el rodaje).
La película consiguió el premio del Círculo de Escritores Cinematográficos (CEC) al mejor guion original.

## Sinopsis
Unos ancianos pasan los días en la residencia San Cándido peleándose con la monja encargada de la misma debido a su afición al fútbol y disfrutando con el juego practicado por los chicos de un orfanato colidante a la residencia, a los cuales adoptan como la prolongación de ellos mismos, viviendo el juego desde la banda.
Un día llega a la residencia Don Anselmo acompañado por su hijo y por su nuera, entristecido por el abandono de los suyos y la soledad que espera hallar allí. No obstante, encuentra algo inesperado, ya que los cinco ancianos que deben compartir el dormitorio con él pertenecen a un equipo de fútbol. Los problemas económicos que tiene el orfanato para mantener al equipo de fútbol provoca que el grupo de ancianos, liderado por Don Anselmo, planee el atraco a una sucursal bancaria para conseguir liquidez.

## Reparto
| - José Luis López Vázquez como Don Anselmo del Castillo. - Fernando Fernán Gómez como Don Aníbal. - María Asquerino como Sor María. - Luis Escobar como Don Alfonso. - Tomás Zori como Don José. - Alfonso del Real como Don Juan. - Manuel Alexandre como Don Luis. - Eulalia Ramon como Susana. - Tina Sáinz como Fiscal. - Alicia Altabella - Elisenda Ribas - Antonio Gamero - Juan José Otegui - Alberto Fernández como Don Sebastián Artigas. - Ángel Terrón - José María Escuer como Juez de instrucción. - Ramón Lillo | - José Luis Santos - José Luis Barceló - Mery Leyva - Diana Salcedo - Lola Lemos - Marga Herrera - Luis Perezagua como Miguel. - Javier Mas - Gabino Diego como Antonio Mancilla - Abogado defensor. - Tito Augusto como Niño del orfanato. - Miguel Ángel García como Niño del orfanato. - Javier Chavarri como Niño del orfanato. - Alejandro Gordons Niño del orfanato. - José Collado como Niño del orfanato. - José Chilet como Niño del orfanato. - David Priego como Niño del orfanato. - Rafael López como Niño del orfanato. |